# Sharmauli
Sharmauli (en népalais : शरमौली) est un comité de développement villageois du Népal situé dans le district de Darchula. Au recensement de 2011, il comptait 4 348 habitants.